# Hong Myung-bo
Hong Myung-bo (홍명보?, 洪明甫?; Seul, 12 febbraio 1969) è un allenatore di calcio ed ex calciatore sudcoreano, commissario tecnico della nazionale sudcoreana.
Hong fu un elemento chiave delle squadre sudcoreane che parteciparono a quattro Mondiali; inoltre è stato il primo giocatore asiatico a prendere parte a quattro fasi finali consecutive di un Mondiale. Si è ritirato dall'attività alla fine della stagione 2004 della Major League Soccer, dopo l'esperienza con i Los Angeles Galaxy.
È stato incluso da Pelé nella speciale lista FIFA 100, una selezione che racchiude i 125 più grandi calciatori di sempre.

## Carriera

### Nazionale

#### Mondiali 1994
Durante la fase a gironi dei Mondiali 1994 negli Stati Uniti, quando la Corea del Sud stava perdendo per 2-0 contro la Spagna a 5 minuti dalla fine, Hong mise a segno la rete del 2-1 e poco dopo propiziò la segnatura dell'ala Seo Jung-won. Furono due gol che permisero di pareggiare il match.
Due settimane dopo, la Corea del Sud si stava trovando, all'intervallo della gara contro la Germania campione del Mondo in carica, sotto per 3-0: Hong creò l'azione del primo gol coreano, realizzato dell'attaccante Hwang Sun-hong, quindi segnò lui stesso il secondo gol. I coreani non furono in grado di mettere a segno il gol del pareggio e uscirono sconfitti dalla sfida contro i tedeschi.

#### Mondiali 2002
Hong capitanò la nazionale coreana fino ad uno storico quarto posto ai Mondiali 2002, segnando tra l'altro il rigore decisivo nella partita dei quarti di finale contro la Spagna, vincendo lui stesso il Bronze Ball come terzo miglior giocatore del torneo. Terminò la propria carriera internazionale dopo i Mondiali 2002, rimanendo a tutt'oggi il giocatore coreano con più apparizioni in Nazionale, con 136 presenze, nella storia.

### Allenatore
Il 26 settembre 2005, dopo il ritiro dall'attività agonistica, entra nello staff della nazionale come vice allenatore di Dick Advocaat, ha preso parte ai Mondiali 2006, e ricopre lo stesso ruolo con Pim Verbeek. Nel 2007 è vice allenatore di Park Seong-Hwa che è alla guida della Corea del Sud Under-23.
Dal 1º febbraio 2009 al 31 ottobre 2009 guida la Corea del Sud Under-20. Dal 1º dicembre 2009 diventa allenatore della Corea del Sud Under-23.
Il 17 febbraio 2012 viene chiamato da Guus Hiddink come vice allenatore dell'Anži.
Il 27 giugno 2013 lascia la guida Corea del Sud Under-23 per diventa CT della Corea del Sud, per preparare al meglio la squadra alla Coppa del Mondo brasiliana.
Nel 2021 partecipa alla Coppa del mondo per club FIFA 2020 con la squadra vincitrice dell'AFC Champions League, l'Ulsan Hyundai Football Club.
L'8 luglio 2024 viene annunciato il suo ritorno come ct della Corea del Sud.

## Statistiche

### Cronologia presenze e reti in nazionale
| Cronologia completa delle presenze e delle reti in nazionale ― Corea del Sud | Cronologia completa delle presenze e delle reti in nazionale ― Corea del Sud | Cronologia completa delle presenze e delle reti in nazionale ― Corea del Sud | Cronologia completa delle presenze e delle reti in nazionale ― Corea del Sud | Cronologia completa delle presenze e delle reti in nazionale ― Corea del Sud | Cronologia completa delle presenze e delle reti in nazionale ― Corea del Sud | Cronologia completa delle presenze e delle reti in nazionale ― Corea del Sud | Cronologia completa delle presenze e delle reti in nazionale ― Corea del Sud |
| Data                                                                         | Città                                                                        | In casa                                                                      | Risultato                                                                    | Ospiti                                                                       | Competizione                                                                 | Reti                                                                         | Note                                                                         |
| ---------------------------------------------------------------------------- | ---------------------------------------------------------------------------- | ---------------------------------------------------------------------------- | ---------------------------------------------------------------------------- | ---------------------------------------------------------------------------- | ---------------------------------------------------------------------------- | ---------------------------------------------------------------------------- | ---------------------------------------------------------------------------- |
| 4-2-1990                                                                     | Ta' Qali                                                                     | Corea del Sud                                                                | 2 – 3                                                                        | Norvegia                                                                     | Rothmans Tournament                                                          | -                                                                            | ?’                                                                           |
| 10-2-1990                                                                    | Ta' Qali                                                                     | Malta                                                                        | 1 – 2                                                                        | Corea del Sud                                                                | Rothmans Tournament                                                          | -                                                                            |                                                                              |
| 15-2-1990                                                                    | Baghdad                                                                      | Iraq                                                                         | 0 – 0                                                                        | Corea del Sud                                                                | Amichevole                                                                   | -                                                                            | 45’                                                                          |
| 18-2-1990                                                                    | Il Cairo                                                                     | Egitto                                                                       | 0 – 0                                                                        | Corea del Sud                                                                | Amichevole                                                                   | -                                                                            | 63’                                                                          |
| 12-6-1990                                                                    | Verona                                                                       | Belgio                                                                       | 2 – 0                                                                        | Corea del Sud                                                                | Mondiali 1990 - 1º turno                                                     | -                                                                            |                                                                              |
| 17-6-1990                                                                    | Udine                                                                        | Corea del Sud                                                                | 1 – 3                                                                        | Spagna                                                                       | Mondiali 1990 - 1º turno                                                     | -                                                                            |                                                                              |
| 21-6-1990                                                                    | Udine                                                                        | Corea del Sud                                                                | 0 – 1                                                                        | Uruguay                                                                      | Mondiali 1990 - 1º turno                                                     | -                                                                            |                                                                              |
| 27-7-1990                                                                    | Pechino                                                                      | Corea del Sud                                                                | 2 – 0                                                                        | Giappone                                                                     | Coppa Dinastia 1990                                                          | -                                                                            | 36’                                                                          |
| 31-7-1990                                                                    | Pechino                                                                      | Corea del Sud                                                                | 1 – 0                                                                        | Cina                                                                         | Coppa Dinastia 1990                                                          | -                                                                            |                                                                              |
| 3-8-1990                                                                     | Pechino                                                                      | Cina                                                                         | 1 – 1 dts (4 – 5 dtr)                                                        | Corea del Sud                                                                | Coppa Dinastia 1990                                                          | 1                                                                            |                                                                              |
| 6-9-1990                                                                     | Seul                                                                         | Corea del Sud                                                                | 1 – 0                                                                        | Australia                                                                    | Amichevole                                                                   | -                                                                            |                                                                              |
| 9-9-1990                                                                     | Pusan                                                                        | Corea del Sud                                                                | 1 – 0                                                                        | Australia                                                                    | Amichevole                                                                   | -                                                                            |                                                                              |
| 23-9-1990                                                                    | Pechino                                                                      | Corea del Sud                                                                | 7 – 0                                                                        | Singapore                                                                    | Giochi asiatici 1990                                                         | 1                                                                            |                                                                              |
| 25-9-1990                                                                    | Pechino                                                                      | Pakistan                                                                     | 0 – 7                                                                        | Corea del Sud                                                                | Giochi asiatici 1990                                                         | -                                                                            |                                                                              |
| 27-9-1990                                                                    | Pechino                                                                      | Corea del Sud                                                                | 2 – 0                                                                        | Cina                                                                         | Giochi asiatici 1990                                                         | -                                                                            |                                                                              |
| 1-10-1990                                                                    | Pechino                                                                      | Corea del Sud                                                                | 1 – 0                                                                        | Kuwait                                                                       | Giochi asiatici 1990                                                         | -                                                                            |                                                                              |
| 3-10-1990                                                                    | Pechino                                                                      | Corea del Sud                                                                | 0 – 1                                                                        | Iran                                                                         | Giochi asiatici 1990                                                         | -                                                                            |                                                                              |
| 5-10-1990                                                                    | Pechino                                                                      | Corea del Sud                                                                | 1 – 0                                                                        | Thailandia                                                                   | Giochi asiatici 1990                                                         | -                                                                            |                                                                              |
| 11-10-1990                                                                   | Pyongyang                                                                    | Corea del Nord                                                               | 2 – 1                                                                        | Corea del Sud                                                                | Amichevole                                                                   | -                                                                            |                                                                              |
| 23-10-1990                                                                   | Seul                                                                         | Corea del Sud                                                                | 1 – 0                                                                        | Corea del Nord                                                               | Amichevole                                                                   | -                                                                            |                                                                              |
| 9-6-1991                                                                     | Daejeon                                                                      | Corea del Sud                                                                | 3 – 0                                                                        | Indonesia                                                                    | 1991 President's Cup                                                         | -                                                                            |                                                                              |
| 22-8-1992                                                                    | Pechino                                                                      | Corea del Sud                                                                | 0 – 0                                                                        | Giappone                                                                     | Coppa Dinastia 1992                                                          | -                                                                            |                                                                              |
| 24-8-1992                                                                    | Pechino                                                                      | Corea del Nord                                                               | 1 – 1                                                                        | Corea del Sud                                                                | Coppa Dinastia 1992                                                          | 1                                                                            |                                                                              |
| 26-8-1992                                                                    | Pechino                                                                      | Cina                                                                         | 0 – 2                                                                        | Corea del Sud                                                                | Coppa Dinastia 1992                                                          | -                                                                            | 81’                                                                          |
| 25-4-1993                                                                    | Changwon                                                                     | Corea del Sud                                                                | 1 – 1                                                                        | Iraq                                                                         | Amichevole                                                                   | -                                                                            |                                                                              |
| 28-4-1993                                                                    | Ulsan                                                                        | Corea del Sud                                                                | 2 – 2                                                                        | Iraq                                                                         | Amichevole                                                                   | -                                                                            |                                                                              |
| 9-5-1993                                                                     | Beirut                                                                       | Bahrein                                                                      | 0 – 0                                                                        | Corea del Sud                                                                | Qual. Mondiali 1994                                                          | -                                                                            |                                                                              |
| 11-5-1993                                                                    | Beirut                                                                       | Libano                                                                       | 0 – 1                                                                        | Corea del Sud                                                                | Qual. Mondiali 1994                                                          | -                                                                            |                                                                              |
| 13-5-1993                                                                    | Beirut                                                                       | India                                                                        | 0 – 3                                                                        | Corea del Sud                                                                | Qual. Mondiali 1994                                                          | 1                                                                            |                                                                              |
| 15-5-1993                                                                    | Beirut                                                                       | Hong Kong                                                                    | 0 – 3                                                                        | Corea del Sud                                                                | Qual. Mondiali 1994                                                          | -                                                                            |                                                                              |
| 5-6-1993                                                                     | Seul                                                                         | Corea del Sud                                                                | 4 – 1                                                                        | Hong Kong                                                                    | Qual. Mondiali 1994                                                          | -                                                                            |                                                                              |
| 7-6-1993                                                                     | Seul                                                                         | Corea del Sud                                                                | 2 – 0                                                                        | Libano                                                                       | Qual. Mondiali 1994                                                          | -                                                                            | 65’                                                                          |
| 13-6-1993                                                                    | Seul                                                                         | Corea del Sud                                                                | 3 – 0                                                                        | Bahrein                                                                      | Qual. Mondiali 1994                                                          | -                                                                            |                                                                              |
| 19-6-1993                                                                    | Seul                                                                         | Corea del Sud                                                                | 1 – 2                                                                        | Egitto                                                                       | 1993 President's Cup                                                         | -                                                                            | 80’                                                                          |
| 28-6-1993                                                                    | Seul                                                                         | Corea del Sud                                                                | 0 – 1                                                                        | Egitto                                                                       | 1993 President's Cup                                                         | -                                                                            |                                                                              |
| 24-9-1993                                                                    | Seul                                                                         | Corea del Sud                                                                | 1 – 1                                                                        | Australia                                                                    | Amichevole                                                                   | -                                                                            |                                                                              |
| 26-9-1993                                                                    | Seul                                                                         | Corea del Sud                                                                | 1 – 0                                                                        | Australia                                                                    | Amichevole                                                                   | -                                                                            |                                                                              |
| 16-10-1993                                                                   | Doha                                                                         | Iran                                                                         | 0 – 3                                                                        | Corea del Sud                                                                | Qual. Mondiali 1994                                                          | -                                                                            |                                                                              |
| 19-10-1993                                                                   | Doha                                                                         | Iraq                                                                         | 2 – 2                                                                        | Corea del Sud                                                                | Qual. Mondiali 1994                                                          | 1                                                                            |                                                                              |
| 22-10-1993                                                                   | Doha                                                                         | Corea del Sud                                                                | 1 – 1                                                                        | Arabia Saudita                                                               | Qual. Mondiali 1994                                                          | -                                                                            |                                                                              |
| 25-10-1993                                                                   | Doha                                                                         | Giappone                                                                     | 1 – 0                                                                        | Corea del Sud                                                                | Qual. Mondiali 1994                                                          | -                                                                            |                                                                              |
| 28-10-1993                                                                   | Doha                                                                         | Corea del Sud                                                                | 3 – 0                                                                        | Corea del Nord                                                               | Qual. Mondiali 1994                                                          | -                                                                            |                                                                              |
| 26-2-1994                                                                    | Los Angeles                                                                  | Colombia                                                                     | 2 – 2                                                                        | Corea del Sud                                                                | Amichevole                                                                   | -                                                                            |                                                                              |
| 12-3-1994                                                                    | Fullerton                                                                    | Stati Uniti                                                                  | 1 – 1                                                                        | Corea del Sud                                                                | Amichevole                                                                   | -                                                                            |                                                                              |
| 1-5-1994                                                                     | Seul                                                                         | Corea del Sud                                                                | 2 – 2                                                                        | Camerun                                                                      | Amichevole                                                                   | -                                                                            |                                                                              |
| 5-6-1994                                                                     | Boston                                                                       | Ecuador                                                                      | 2 – 1                                                                        | Corea del Sud                                                                | Amichevole                                                                   | 1                                                                            |                                                                              |
| 11-6-1994                                                                    | Dallas                                                                       | Honduras                                                                     | 0 – 3                                                                        | Corea del Sud                                                                | Amichevole                                                                   | -                                                                            | 46’                                                                          |
| 17-6-1994                                                                    | Dallas                                                                       | Spagna                                                                       | 2 – 2                                                                        | Corea del Sud                                                                | Mondiali 1994 - 1º turno                                                     | 1                                                                            |                                                                              |
| 23-6-1994                                                                    | Foxborough                                                                   | Corea del Sud                                                                | 0 – 0                                                                        | Bolivia                                                                      | Mondiali 1994 - 1º turno                                                     | -                                                                            |                                                                              |
| 27-6-1994                                                                    | Dallas                                                                       | Germania                                                                     | 3 – 2                                                                        | Corea del Sud                                                                | Mondiali 1994 - 1º turno                                                     | 1                                                                            |                                                                              |
| 11-9-1994                                                                    | Gangneung                                                                    | Corea del Sud                                                                | 1 – 0                                                                        | Ucraina                                                                      | Amichevole                                                                   | -                                                                            |                                                                              |
| 13-9-1994                                                                    | Seul                                                                         | Corea del Sud                                                                | 2 – 0                                                                        | Ucraina                                                                      | Amichevole                                                                   | -                                                                            | 87’                                                                          |
| 19-9-1994                                                                    | Seul                                                                         | Corea del Sud                                                                | 0 – 0                                                                        | Emirati Arabi Uniti                                                          | Amichevole                                                                   | -                                                                            |                                                                              |
| 5-10-1994                                                                    | Hiroshima                                                                    | Corea del Sud                                                                | 2 – 1                                                                        | Oman                                                                         | Giochi asiatici 1994                                                         | -                                                                            |                                                                              |
| 7-10-1994                                                                    | Miyoshi                                                                      | Corea del Sud                                                                | 0 – 1                                                                        | Kuwait                                                                       | Giochi asiatici 1994                                                         | -                                                                            |                                                                              |
| 11-10-1994                                                                   | Hiroshima                                                                    | Giappone                                                                     | 2 – 3                                                                        | Corea del Sud                                                                | Giochi asiatici 1994                                                         | -                                                                            | 29’                                                                          |
| 19-2-1995                                                                    | Hong Kong                                                                    | Cina                                                                         | 0 – 0                                                                        | Corea del Sud                                                                | Coppa Dinastia 1995                                                          | -                                                                            |                                                                              |
| 5-6-1995                                                                     | Suwon                                                                        | Corea del Sud                                                                | 1 – 0                                                                        | Costa Rica                                                                   | 1995 President's Cup                                                         | -                                                                            |                                                                              |
| 10-6-1995                                                                    | Seul                                                                         | Corea del Sud                                                                | 2 – 3                                                                        | Zambia                                                                       | 1995 President's Cup                                                         | -                                                                            |                                                                              |
| 12-8-1995                                                                    | Suwon                                                                        | Corea del Sud                                                                | 2 – 3                                                                        | Brasile                                                                      | Amichevole                                                                   | -                                                                            |                                                                              |
| 31-10-1995                                                                   | Seul                                                                         | Corea del Sud                                                                | 1 – 1                                                                        | Arabia Saudita                                                               | Amichevole                                                                   | -                                                                            |                                                                              |
| 13-3-1996                                                                    | Zagabria                                                                     | Croazia                                                                      | 3 – 0                                                                        | Corea del Sud                                                                | Amichevole                                                                   | -                                                                            |                                                                              |
| 19-3-1996                                                                    | Dubai                                                                        | Emirati Arabi Uniti                                                          | 3 – 2                                                                        | Corea del Sud                                                                | 1996 Emirates Cup                                                            | -                                                                            |                                                                              |
| 23-3-1996                                                                    | Dubai                                                                        | Marocco                                                                      | 2 – 2                                                                        | Corea del Sud                                                                | 1996 Emirates Cup                                                            | -                                                                            |                                                                              |
| 25-3-1996                                                                    | Dubai                                                                        | Egitto                                                                       | 1 – 1                                                                        | Corea del Sud                                                                | 1996 Emirates Cup                                                            | -                                                                            |                                                                              |
| 30-4-1996                                                                    | Tel Aviv                                                                     | Israele                                                                      | 4 – 5                                                                        | Corea del Sud                                                                | Amichevole                                                                   | -                                                                            |                                                                              |
| 16-5-1996                                                                    | Seul                                                                         | Corea del Sud                                                                | 0 – 2                                                                        | Svezia                                                                       | Amichevole                                                                   | -                                                                            |                                                                              |
| 5-8-1996                                                                     | Ho Chi Minh                                                                  | Corea del Sud                                                                | 9 – 0                                                                        | Guam                                                                         | Qual. Coppa d'Asia 1996                                                      | -                                                                            |                                                                              |
| 8-8-1996                                                                     | Ho Chi Minh                                                                  | Corea del Sud                                                                | 4 – 0                                                                        | Taipei cinese                                                                | Qual. Coppa d'Asia 1996                                                      | 1                                                                            |                                                                              |
| 11-8-1996                                                                    | Ho Chi Minh                                                                  | Vietnam                                                                      | 0 – 4                                                                        | Corea del Sud                                                                | Qual. Coppa d'Asia 1996                                                      | -                                                                            |                                                                              |
| 25-9-1996                                                                    | Seul                                                                         | Corea del Sud                                                                | 3 – 1                                                                        | Cina                                                                         | Korea-China Annual Match                                                     | -                                                                            |                                                                              |
| 23-11-1996                                                                   | Suwon                                                                        | Corea del Sud                                                                | 4 – 1                                                                        | Colombia                                                                     | Amichevole                                                                   | -                                                                            | 68’                                                                          |
| 26-11-1996                                                                   | Canton                                                                       | Cina                                                                         | 2 – 3                                                                        | Corea del Sud                                                                | Korea-China Annual Match                                                     | -                                                                            | 28’ 57’                                                                      |
| 4-12-1996                                                                    | Abu Dhabi                                                                    | Emirati Arabi Uniti                                                          | 1 – 1                                                                        | Corea del Sud                                                                | Coppa d'Asia 1996 - 1º turno                                                 | -                                                                            |                                                                              |
| 7-12-1996                                                                    | Abu Dhabi                                                                    | Corea del Sud                                                                | 4 – 2                                                                        | Indonesia                                                                    | Coppa d'Asia 1996 - 1º turno                                                 | -                                                                            | 46’                                                                          |
| 10-12-1996                                                                   | Abu Dhabi                                                                    | Kuwait                                                                       | 2 – 0                                                                        | Corea del Sud                                                                | Coppa d'Asia 1996 - 1º turno                                                 | -                                                                            | 31’                                                                          |
| 16-12-1996                                                                   | Dubai                                                                        | Corea del Sud                                                                | 2 – 6                                                                        | Iran                                                                         | Coppa d'Asia 1996 - Quarti di finale                                         | -                                                                            |                                                                              |
| 18-1-1997                                                                    | Melbourne                                                                    | Corea del Sud                                                                | 1 – 0                                                                        | Norvegia                                                                     | Opus Tournament                                                              | -                                                                            |                                                                              |
| 22-1-1997                                                                    | Brisbane                                                                     | Australia                                                                    | 2 – 1                                                                        | Corea del Sud                                                                | Opus Tournament                                                              | -                                                                            |                                                                              |
| 2-3-1997                                                                     | Bangkok                                                                      | Thailandia                                                                   | 1 – 3                                                                        | Corea del Sud                                                                | Qual. Mondiali 1998                                                          | -                                                                            |                                                                              |
| 10-8-1997                                                                    | Seul                                                                         | Corea del Sud                                                                | 1 – 2                                                                        | Brasile                                                                      | Amichevole                                                                   | -                                                                            |                                                                              |
| 30-8-1997                                                                    | Seul                                                                         | Corea del Sud                                                                | 0 – 0                                                                        | Cina                                                                         | Korea-China Annual Match                                                     | -                                                                            |                                                                              |
| 6-9-1997                                                                     | Seul                                                                         | Corea del Sud                                                                | 3 – 0                                                                        | Kazakistan                                                                   | Qual. Mondiali 1998                                                          | -                                                                            | 54’ 77’                                                                      |
| 12-9-1997                                                                    | Seul                                                                         | Corea del Sud                                                                | 2 – 1                                                                        | Uzbekistan                                                                   | Qual. Mondiali 1998                                                          | -                                                                            |                                                                              |
| 28-9-1997                                                                    | Tokyo                                                                        | Giappone                                                                     | 1 – 2                                                                        | Corea del Sud                                                                | Qual. Mondiali 1998                                                          | -                                                                            |                                                                              |
| 4-10-1997                                                                    | Seul                                                                         | Corea del Sud                                                                | 3 – 0                                                                        | Emirati Arabi Uniti                                                          | Qual. Mondiali 1998                                                          | -                                                                            |                                                                              |
| 11-10-1997                                                                   | Almaty                                                                       | Kazakistan                                                                   | 1 – 1                                                                        | Corea del Sud                                                                | Qual. Mondiali 1998                                                          | -                                                                            |                                                                              |
| 18-10-1997                                                                   | Tashkent                                                                     | Uzbekistan                                                                   | 1 – 5                                                                        | Corea del Sud                                                                | Qual. Mondiali 1998                                                          | -                                                                            |                                                                              |
| 9-11-1997                                                                    | Abu Dhabi                                                                    | Emirati Arabi Uniti                                                          | 1 – 3                                                                        | Corea del Sud                                                                | Qual. Mondiali 1998                                                          | -                                                                            | 58’                                                                          |
| 4-3-1998                                                                     | Yokohama                                                                     | Corea del Sud                                                                | 2 – 1                                                                        | Cina                                                                         | Coppa Dinastia 1998                                                          | 1                                                                            |                                                                              |
| 1-4-1998                                                                     | Seul                                                                         | Corea del Sud                                                                | 2 – 1                                                                        | Giappone                                                                     | Amichevole                                                                   | -                                                                            | 78’                                                                          |
| 19-5-1998                                                                    | Seul                                                                         | Corea del Sud                                                                | 0 – 0                                                                        | Giamaica                                                                     | Amichevole                                                                   | -                                                                            | 46’                                                                          |
| 27-5-1998                                                                    | Seul                                                                         | Corea del Sud                                                                | 2 – 2                                                                        | Rep. Ceca                                                                    | Amichevole                                                                   | -                                                                            |                                                                              |
| 4-6-1998                                                                     | Seul                                                                         | Corea del Sud                                                                | 1 – 1                                                                        | Cina                                                                         | Korea-China Annual Match                                                     | -                                                                            |                                                                              |
| 13-6-1998                                                                    | Lione                                                                        | Corea del Sud                                                                | 1 – 3                                                                        | Messico                                                                      | Mondiali 1998 - 1º turno                                                     | -                                                                            |                                                                              |
| 20-6-1998                                                                    | Marsiglia                                                                    | Paesi Bassi                                                                  | 5 – 0                                                                        | Corea del Sud                                                                | Mondiali 1998 - 1º turno                                                     | -                                                                            |                                                                              |
| 25-6-1998                                                                    | Parigi                                                                       | Belgio                                                                       | 1 – 1                                                                        | Corea del Sud                                                                | Mondiali 1998 - 1º turno                                                     | -                                                                            |                                                                              |
| 28-3-1999                                                                    | Seul                                                                         | Corea del Sud                                                                | 1 – 0                                                                        | Brasile                                                                      | Amichevole                                                                   | -                                                                            | 39’                                                                          |
| 5-6-1999                                                                     | Seul                                                                         | Corea del Sud                                                                | 1 – 2                                                                        | Belgio                                                                       | Amichevole                                                                   | -                                                                            |                                                                              |
| 12-6-1999                                                                    | Seul                                                                         | Corea del Sud                                                                | 3 – 1                                                                        | Messico                                                                      | 1999 Korea Cup                                                               | -                                                                            |                                                                              |
| 15-6-1999                                                                    | Seul                                                                         | Corea del Sud                                                                | 0 – 0                                                                        | Egitto                                                                       | 1999 Korea Cup                                                               | -                                                                            | 65’                                                                          |
| 19-6-1999                                                                    | Seul                                                                         | Corea del Sud                                                                | 1 – 1                                                                        | Croazia                                                                      | 1999 Korea Cup                                                               | -                                                                            | 67’                                                                          |
| 15-2-2000                                                                    | Los Angeles                                                                  | Canada                                                                       | 0 – 0                                                                        | Corea del Sud                                                                | Gold Cup 2000 - 1º turno                                                     | -                                                                            | 46’                                                                          |
| 17-2-2000                                                                    | Los Angeles                                                                  | Corea del Sud                                                                | 2 – 2                                                                        | Costa Rica                                                                   | Gold Cup 2000 - 1º turno                                                     | -                                                                            |                                                                              |
| 26-4-2000                                                                    | Seul                                                                         | Corea del Sud                                                                | 1 – 0                                                                        | Giappone                                                                     | Amichevole                                                                   | -                                                                            |                                                                              |
| 4-10-2000                                                                    | Abu Dhabi                                                                    | Emirati Arabi Uniti                                                          | 1 – 1 dts (3 – 2 dtr)                                                        | Corea del Sud                                                                | Coppa LG                                                                     | -                                                                            |                                                                              |
| 7-10-2000                                                                    | Abu Dhabi                                                                    | Corea del Sud                                                                | 4 – 2                                                                        | Australia                                                                    | Coppa LG                                                                     | -                                                                            | 80’                                                                          |
| 13-10-2000                                                                   | Tripoli                                                                      | Corea del Sud                                                                | 2 – 2                                                                        | Cina                                                                         | Coppa d'Asia 2000 - 1º turno                                                 | -                                                                            | 65’                                                                          |
| 19-10-2000                                                                   | Tripoli                                                                      | Corea del Sud                                                                | 3 – 0                                                                        | Indonesia                                                                    | Coppa d'Asia 2000 - 1º turno                                                 | -                                                                            |                                                                              |
| 23-10-2000                                                                   | Tripoli                                                                      | Iran                                                                         | 1 – 2 dts                                                                    | Corea del Sud                                                                | Coppa d'Asia 2000 - Quarti di finale                                         | -                                                                            |                                                                              |
| 26-10-2000                                                                   | Beirut                                                                       | Corea del Sud                                                                | 1 – 2                                                                        | Arabia Saudita                                                               | Coppa d'Asia 2000 - Semifinale                                               | -                                                                            |                                                                              |
| 29-10-2000                                                                   | Beirut                                                                       | Cina                                                                         | 0 – 1                                                                        | Corea del Sud                                                                | Coppa d'Asia 2000 - Finale 3º posto                                          | -                                                                            |                                                                              |
| 20-12-2000                                                                   | Tokyo                                                                        | Giappone                                                                     | 1 – 1                                                                        | Corea del Sud                                                                | Amichevole                                                                   | -                                                                            | 16’                                                                          |
| 24-1-2001                                                                    | Hong Kong                                                                    | Corea del Sud                                                                | 2 – 3                                                                        | Norvegia                                                                     | Coppa Carlsberg                                                              | -                                                                            |                                                                              |
| 27-1-2001                                                                    | Hong Kong                                                                    | Paraguay                                                                     | 1 – 1 dts (5 – 6 dtr)                                                        | Corea del Sud                                                                | Coppa Carlsberg                                                              | -                                                                            | 61’                                                                          |
| 11-2-2001                                                                    | Dubai                                                                        | Emirati Arabi Uniti                                                          | 1 – 4                                                                        | Corea del Sud                                                                | 2001 Emirates Cup                                                            | -                                                                            |                                                                              |
| 25-5-2001                                                                    | Suwon                                                                        | Corea del Sud                                                                | 0 – 0                                                                        | Camerun                                                                      | Amichevole                                                                   | -                                                                            | 49’                                                                          |
| 30-5-2001                                                                    | Taegu                                                                        | Francia                                                                      | 5 – 0                                                                        | Corea del Sud                                                                | Conf. Cup 2001 - 1º Turno                                                    | -                                                                            |                                                                              |
| 1-6-2001                                                                     | Ulsan                                                                        | Corea del Sud                                                                | 2 – 1                                                                        | Messico                                                                      | Conf. Cup 2001 - 1º Turno                                                    | -                                                                            |                                                                              |
| 3-6-2001                                                                     | Suwon                                                                        | Corea del Sud                                                                | 1 – 0                                                                        | Australia                                                                    | Conf. Cup 2001 - 1º Turno                                                    | -                                                                            |                                                                              |
| 13-3-2002                                                                    | Tunisi                                                                       | Tunisia                                                                      | 0 – 0                                                                        | Corea del Sud                                                                | Amichevole                                                                   | -                                                                            | 52’                                                                          |
| 20-3-2002                                                                    | Cartagena                                                                    | Finlandia                                                                    | 0 – 2                                                                        | Corea del Sud                                                                | Amichevole                                                                   | -                                                                            |                                                                              |
| 26-3-2002                                                                    | Bochum                                                                       | Corea del Sud                                                                | 0 – 0                                                                        | Turchia                                                                      | Amichevole                                                                   | -                                                                            |                                                                              |
| 20-4-2002                                                                    | Taegu                                                                        | Corea del Sud                                                                | 2 – 0                                                                        | Costa Rica                                                                   | Amichevole                                                                   | -                                                                            |                                                                              |
| 27-4-2002                                                                    | Incheon                                                                      | Corea del Sud                                                                | 0 – 0                                                                        | Cina                                                                         | Amichevole                                                                   | -                                                                            | 86’                                                                          |
| 16-5-2002                                                                    | Pusan                                                                        | Corea del Sud                                                                | 4 – 1                                                                        | Scozia                                                                       | Amichevole                                                                   | -                                                                            | 65’                                                                          |
| 21-5-2002                                                                    | Seogwipo                                                                     | Corea del Sud                                                                | 1 – 1                                                                        | Inghilterra                                                                  | Amichevole                                                                   | -                                                                            |                                                                              |
| 26-5-2002                                                                    | Suwon                                                                        | Corea del Sud                                                                | 2 – 3                                                                        | Francia                                                                      | Amichevole                                                                   | -                                                                            | 64’                                                                          |
| 4-6-2002                                                                     | Pusan                                                                        | Corea del Sud                                                                | 2 – 0                                                                        | Polonia                                                                      | Mondiali 2002 - 1º turno                                                     | -                                                                            |                                                                              |
| 10-6-2002                                                                    | Taegu                                                                        | Corea del Sud                                                                | 1 – 1                                                                        | Stati Uniti                                                                  | Mondiali 2002 - 1º turno                                                     | -                                                                            | 80’                                                                          |
| 14-6-2002                                                                    | Incheon                                                                      | Portogallo                                                                   | 0 – 1                                                                        | Corea del Sud                                                                | Mondiali 2002 - 1º turno                                                     | -                                                                            |                                                                              |
| 18-6-2002                                                                    | Daejeon                                                                      | Corea del Sud                                                                | 2 – 1 gg                                                                     | Italia                                                                       | Mondiali 2002 - Ottavi di finale                                             | -                                                                            | 83’                                                                          |
| 22-6-2002                                                                    | Gwangju                                                                      | Spagna                                                                       | 0 – 0 dts (3 – 5 dtr)                                                        | Corea del Sud                                                                | Mondiali 2002 - Quarti di finale                                             | -                                                                            |                                                                              |
| 25-6-2002                                                                    | Seul                                                                         | Germania                                                                     | 1 – 0                                                                        | Corea del Sud                                                                | Mondiali 2002 - Semifinale                                                   | -                                                                            | 80’                                                                          |
| 29-6-2002                                                                    | Taegu                                                                        | Corea del Sud                                                                | 2 – 3                                                                        | Turchia                                                                      | Mondiali 2002 - Finale 3º posto                                              | -                                                                            | 46’                                                                          |
| 20-11-2002                                                                   | Seul                                                                         | Corea del Sud                                                                | 2 – 3                                                                        | Brasile                                                                      | Amichevole                                                                   | -                                                                            | 72’                                                                          |
| Totale                                                                       |                                                                              | Presenze (1º posto)                                                          | 136                                                                          |                                                                              | Reti                                                                         | 10                                                                           |                                                                              |

| Cronologia completa delle presenze e delle reti in nazionale (partite non ufficiali) ― Corea del Sud | Cronologia completa delle presenze e delle reti in nazionale (partite non ufficiali) ― Corea del Sud | Cronologia completa delle presenze e delle reti in nazionale (partite non ufficiali) ― Corea del Sud | Cronologia completa delle presenze e delle reti in nazionale (partite non ufficiali) ― Corea del Sud | Cronologia completa delle presenze e delle reti in nazionale (partite non ufficiali) ― Corea del Sud | Cronologia completa delle presenze e delle reti in nazionale (partite non ufficiali) ― Corea del Sud | Cronologia completa delle presenze e delle reti in nazionale (partite non ufficiali) ― Corea del Sud | Cronologia completa delle presenze e delle reti in nazionale (partite non ufficiali) ― Corea del Sud |
| Data                                                                                                 | Città                                                                                                | In casa                                                                                              | Risultato                                                                                            | Ospiti                                                                                               | Competizione                                                                                         | Reti                                                                                                 | Note                                                                                                 |
| --- | --- | --- | --- | --- | --- | --- | --- |
| 7-3-1998                                                                                             | Tokyo                                                                                                | Corea del Sud                                                                                        | 1 – 0                                                                                                | Hong Kong XI                                                                                         | Coppa Dinastia 1998                                                                                  | - | |
| Totale                                                                                               | | Presenze                                                                                             | 1 | | Reti                                                                                                 | 0 | |

### Statistiche da allenatore
Statistiche aggiornate al 9 settembre 2023; in grassetto le competizioni vinte.
| Stagione                  | Squadra                   | Campionato                | Campionato | Campionato | Campionato | Campionato | Coppe nazionali | Coppe nazionali | Coppe nazionali | Coppe nazionali | Coppe nazionali | Coppe continentali | Coppe continentali | Coppe continentali | Coppe continentali | Coppe continentali | Altre coppe | Altre coppe | Altre coppe | Altre coppe | Altre coppe | Totale | Totale | Totale | Totale | % Vittorie | Piazzamento |
| Stagione                  | Squadra                   | Comp                      | G          | V          | N          | P          | Comp            | G               | V               | N               | P               | Comp               | G                  | V                  | N                  | P                  | Comp        | G           | V           | N           | P           | G      | V      | N      | P      | %          | Piazzamento |
| ------------------------- | ------------------------- | ------------------------- | ---------- | ---------- | ---------- | ---------- | --------------- | --------------- | --------------- | --------------- | --------------- | ------------------ | ------------------ | ------------------ | ------------------ | ------------------ | ----------- | ----------- | ----------- | ----------- | ----------- | ------ | ------ | ------ | ------ | ---------- | ----------- |
| 2016                      | Hangzhou Lücheng          | SL                        | 30         | 8          | 8          | 14         | CC              | 2               | 1               | 0               | 1               | -                  | -                  | -                  | -                  | -                  | -           | -           | -           | -           | -           | 32     | 9      | 8      | 15     | 28,13      | 15° (ret.)  |
| mar.-mag. 2017            | Hangzhou Lücheng          | L1                        | 10         | 4          | 2          | 4          | CC              | 1               | 1               | 0               | 0               | -                  | -                  | -                  | -                  | -                  | -           | -           | -           | -           | -           | 11     | 5      | 2      | 4      | 45,45      | Eson        |
| Totale Hangzhou Greentown | Totale Hangzhou Greentown | Totale Hangzhou Greentown | 40         | 12         | 10         | 18         |                 | 3               | 2               | 0               | 1               |                    | -                  | -                  | -                  | -                  |             | -           | -           | -           | -           | 43     | 14     | 10     | 19     | 32,56      |             |
| 2021                      | Ulsan HD                  | K1                        | 33+5       | 18+3       | 10+1       | 5+1        | CCS             | 3               | 2               | 0               | 1               | ACL                | 9                  | 7                  | 2                  | 0                  | CmC         | 2           | 0           | 0           | 2           | 52     | 30     | 13     | 9      | 57,69      | 2°          |
| 2022                      | Ulsan HD                  | K1                        | 33+5       | 19+3       | 9+1        | 5+1        | CCS             | 3               | 1               | 1               | 1               | ACL                | 7                  | 4                  | 2                  | 1                  | -           | -           | -           | -           | -           | 48     | 27     | 13     | 8      | 56,25      | 1°          |
| 2023                      | Ulsan HD                  | K1                        | 33+2       | 20+1       | 7          | 6+1        | CCS             | 2               | 1               | 1               | 0               | ACL                | 12                 | 7                  | 2                  | 3                  | -           | -           | -           | -           | -           | 40     | 24     | 8      | 8      | 60,00      | 1°          |
| mar.-lug. 2024            | Ulsan HD                  | K1                        | 22         | 11         | 6          | 5          | CCS             | 1               | 0               | 1               | 0               | ACL                | -                  | -                  | -                  | -                  | -           | -           | -           | -           | -           | 23     | 11     | 7      | 5      | 47,83      | Eson        |
| Totale Ulsan Hyundai      | Totale Ulsan Hyundai      | Totale Ulsan Hyundai      | 121+12     | 68+7       | 32+2       | 21+3       |                 | 9               | 4               | 3               | 2               |                    | 28                 | 18                 | 6                  | 4                  |             | 2           | 0           | 0           | 2           | 172    | 97     | 43     | 32     | 56,40      |             |
| Totale carriera           | Totale carriera           | Totale carriera           | 173        | 87         | 44         | 42         |                 | 12              | 6               | 3               | 3               |                    | 28                 | 18                 | 6                  | 4                  |             | 2           | 0           | 0           | 2           | 215    | 111    | 53     | 51     | 51,63      |             |

#### Nazionale sudcoreana
Statistiche aggiornate al 2 dicembre 2022.
| Squadra              | Naz                      | dal                  | al                   | Record | Record | Record | Record     | Record | Record | Record | Record |
| G                    | V                        | N                    | P                    | GF     | GS     | DR     | % Vittorie |        |        |        |        |
| -------------------- | ------------------------ | -------------------- | -------------------- | ------ | ------ | ------ | ---------- | ------ | ------ | ------ | ------ |
| Corea del Sud        | Corea del Sud (bandiera) | 27 giugno 2013       | 10 luglio 2014       | 19     | 5      | 4      | 10         | 18     | 28     | −10    | 26,32  |
| Corea del Sud        | Corea del Sud (bandiera) | 8 luglio 2024        | in carica            | 4      | 3      | 1      | 0          | 8      | 3      | +5     | 75,00  |
| Totale Corea del sud | Totale Corea del sud     | Totale Corea del sud | Totale Corea del sud | 23     | 8      | 5      | 10         | 26     | 31     | −5     | 34,78  |

#### Nazionale sudcoreana nel dettaglio
| lug. 2013            | Corea del Sud        | Coppa dell'Asia orientale 2013 | 3°                   | 3  | 0 | 2 | 1  | &0,00 | 1  | 2  | -1 |
| giu.-lug. 2014       | Corea del Sud        | Mondiali 2014                  | 4° nel gruppo H      | 3  | 0 | 1 | 2  | &0,00 | 3  | 6  | -3 |
| 2024                 | Corea del Sud        | Qual. Mondiali 2026            | sub, nel gruppo B    | 4  | 3 | 1 | 0  | 75,00 | 8  | 3  | +5 |
| Dal 2013             | Corea del Sud        | Amichevoli                     |                      | 13 | 5 | 1 | 7  | 38,46 | 14 | 20 | -6 |
| Totale Corea del sud | Totale Corea del sud | Totale Corea del sud           | Totale Corea del sud | 23 | 8 | 5 | 10 | 34,78 | 26 | 31 | -5 |

#### Panchine da commissario tecnico della nazionale sudcoreana
| Cronologia completa delle presenze e delle reti in nazionale ― Corea del Sud | Cronologia completa delle presenze e delle reti in nazionale ― Corea del Sud | Cronologia completa delle presenze e delle reti in nazionale ― Corea del Sud | Cronologia completa delle presenze e delle reti in nazionale ― Corea del Sud | Cronologia completa delle presenze e delle reti in nazionale ― Corea del Sud | Cronologia completa delle presenze e delle reti in nazionale ― Corea del Sud | Cronologia completa delle presenze e delle reti in nazionale ― Corea del Sud | Cronologia completa delle presenze e delle reti in nazionale ― Corea del Sud |
| Data                                                                         | Città                                                                        | In casa                                                                      | Risultato                                                                    | Ospiti                                                                       | Competizione                                                                 | Reti                                                                         | Note                                                                         |
| ---------------------------------------------------------------------------- | ---------------------------------------------------------------------------- | ---------------------------------------------------------------------------- | ---------------------------------------------------------------------------- | ---------------------------------------------------------------------------- | ---------------------------------------------------------------------------- | ---------------------------------------------------------------------------- | ---------------------------------------------------------------------------- |
| 20-7-2013                                                                    | Seul                                                                         | Corea del Sud                                                                | 0 – 0                                                                        | Australia                                                                    | Coppa dell'Asia orientale 2013 - 1º turno                                    | -                                                                            | Cap: D.S.Ha                                                                  |
| 24-7-2013                                                                    | Hwaseong                                                                     | Corea del Sud                                                                | 0 – 0                                                                        | Cina                                                                         | Coppa dell'Asia orientale 2013 - 1º turno                                    | -                                                                            | Cap: K.H. Yeom                                                               |
| 28-7-2013                                                                    | Seul                                                                         | Corea del Sud                                                                | 1 – 2                                                                        | Giappone                                                                     | Coppa dell'Asia orientale 2013 - 1º turno                                    | Yun Il-lok                                                                   | Cap: D.S.Ha                                                                  |
| 14-8-2013                                                                    | Suwon                                                                        | Corea del Sud                                                                | 0 – 0                                                                        | Perù                                                                         | Amichevole                                                                   | -                                                                            | Cap: D.S.Ha                                                                  |
| 6-9-2013                                                                     | Incheon                                                                      | Corea del Sud                                                                | 4 – 1                                                                        | Haiti                                                                        | Amichevole                                                                   | 2 Son Heung-min Koo Ja-cheol Lee Keun-ho                                     | Cap: D.S.Ha                                                                  |
| 10-9-2013                                                                    | Jeonju                                                                       | Corea del Sud                                                                | 1 – 2                                                                        | Croazia                                                                      | Amichevole                                                                   | Lee Keun-ho                                                                  | Cap: J.C. Koo                                                                |
| 12-10-2013                                                                   | Seul                                                                         | Corea del Sud                                                                | 0 – 2                                                                        | Brasile                                                                      | Amichevole                                                                   | -                                                                            | Cap: J.C. Koo                                                                |
| 15-10-2013                                                                   | Cheonan                                                                      | Corea del Sud                                                                | 3 – 1                                                                        | Mali                                                                         | Amichevole                                                                   | Koo Ja-cheol (rig.) Son Heung-min Kim Bo-kyung                               | Cap: J.C. Koo                                                                |
| 15-11-2013                                                                   | Seul                                                                         | Corea del Sud                                                                | 2 – 1                                                                        | Svizzera                                                                     | Amichevole                                                                   | Hong Jeong-ho Lee Chung-yong                                                 | Cap: C.Y. Lee                                                                |
| 19-11-2013                                                                   | Dubai                                                                        | Russia                                                                       | 2 – 1                                                                        | Corea del Sud                                                                | Amichevole                                                                   | Kim Shin-wook                                                                | Cap: C.Y. Lee                                                                |
| 26-1-2014                                                                    | Los Angeles                                                                  | Costa Rica                                                                   | 0 – 1                                                                        | Corea del Sud                                                                | Amichevole                                                                   | Kim Shin-wook                                                                |                                                                              |
| 30-1-2014                                                                    | San Antonio                                                                  | Messico                                                                      | 4 – 0                                                                        | Corea del Sud                                                                | Amichevole                                                                   | -                                                                            |                                                                              |
| 1-2-2014                                                                     | Carson                                                                       | Stati Uniti                                                                  | 2 – 0                                                                        | Corea del Sud                                                                | Amichevole                                                                   | -                                                                            |                                                                              |
| 5-3-2014                                                                     | Atene                                                                        | Grecia                                                                       | 0 – 2                                                                        | Corea del Sud                                                                | Amichevole                                                                   | Park Chu-young Son Heung-min                                                 | Cap: C.Y. Lee                                                                |
| 28-5-2014                                                                    | Seul                                                                         | Corea del Sud                                                                | 0 – 1                                                                        | Tunisia                                                                      | Amichevole                                                                   | -                                                                            | Cap: C.Y. Lee                                                                |
| 10-6-2014                                                                    | East Rutherford                                                              | Ghana                                                                        | 4 – 0                                                                        | Corea del Sud                                                                | Amichevole                                                                   | -                                                                            | Cap: J.C. Koo                                                                |
| 18-6-2014                                                                    | Cuiabá                                                                       | Russia                                                                       | 1 – 1                                                                        | Corea del Sud                                                                | Mondiali 2014 - 1º turno                                                     | Lee Keun-Ho                                                                  | Cap: J.C. Koo                                                                |
| 22-6-2014                                                                    | Porto Alegre                                                                 | Corea del Sud                                                                | 2 – 4                                                                        | Algeria                                                                      | Mondiali 2014 - 1º turno                                                     | Son Heung-min Koo Ja-cheol                                                   | Cap: J.C. Koo                                                                |
| 26-6-2014                                                                    | Sao Paulo                                                                    | Corea del Sud                                                                | 0 – 1                                                                        | Belgio                                                                       | Mondiali 2014 - 1º turno                                                     | -                                                                            | Cap: J.C. Koo                                                                |
| 5-9-2024                                                                     | Seul                                                                         | Corea del Sud                                                                | 0 – 0                                                                        | Palestina                                                                    | Qual. Mondiali 2026                                                          | -                                                                            | Cap: H.M.Son                                                                 |
| 10-9-2024                                                                    | Mascate                                                                      | Oman                                                                         | 1 – 3                                                                        | Corea del Sud                                                                | Qual. Mondiali 2026                                                          | Hwang Hee-Chan Son Heung-min Joo Min-Kyu                                     | Cap: H.M.Son                                                                 |
| 10-10-2024                                                                   | Amman                                                                        | Giordania                                                                    | 0 – 2                                                                        | Corea del Sud                                                                | Qual. Mondiali 2026                                                          | Lee Jae-Sung Oh Hyeon-gyu                                                    | Cap: M.J.Kim                                                                 |
| 15-10-2024                                                                   | Seul                                                                         | Corea del Sud                                                                | 3 – 2                                                                        | Iraq                                                                         | Qual. Mondiali 2026                                                          | Oh Se-hun Oh Hyeon-gyu Lee Jae-Sung                                          | Cap: M.J.Kim                                                                 |
| Totale                                                                       |                                                                              | Presenze                                                                     | 23                                                                           |                                                                              | Reti                                                                         | 26                                                                           |                                                                              |

#### Nazionale Olimpica
| Squadra                | Naz                      | da              | a                | Record | Record | Record | Record     | Record | Record | Record | Record |
| G                      | V                        | N               | P                | GF     | GS     | DR     | Vittorie % |        |        |        |        |
| ---------------------- | ------------------------ | --------------- | ---------------- | ------ | ------ | ------ | ---------- | ------ | ------ | ------ | ------ |
| Corea del Sud Olimpica | Corea del Sud (bandiera) | 1º gennaio 2012 | 31 dicembre 2012 | 6      | 2      | 3      | 1          | 5      | 5      | +0     | 33,33  |

| Cronologia completa delle presenze e delle reti in nazionale ― Corea del Sud olimpica | Cronologia completa delle presenze e delle reti in nazionale ― Corea del Sud olimpica | Cronologia completa delle presenze e delle reti in nazionale ― Corea del Sud olimpica | Cronologia completa delle presenze e delle reti in nazionale ― Corea del Sud olimpica | Cronologia completa delle presenze e delle reti in nazionale ― Corea del Sud olimpica | Cronologia completa delle presenze e delle reti in nazionale ― Corea del Sud olimpica | Cronologia completa delle presenze e delle reti in nazionale ― Corea del Sud olimpica | Cronologia completa delle presenze e delle reti in nazionale ― Corea del Sud olimpica |
| Data                                                                                  | Città                                                                                 | In casa                                                                               | Risultato                                                                             | Ospiti                                                                                | Competizione                                                                          | Reti                                                                                  | Note                                                                                  |
| ------------------------------------------------------------------------------------- | ------------------------------------------------------------------------------------- | ------------------------------------------------------------------------------------- | ------------------------------------------------------------------------------------- | ------------------------------------------------------------------------------------- | ------------------------------------------------------------------------------------- | ------------------------------------------------------------------------------------- | ------------------------------------------------------------------------------------- |
| 26-7-2012                                                                             | Newcastle                                                                             | Messico olimpica                                                                      | 0 – 0                                                                                 | Corea del Sud olimpica                                                                | Olimpiadi 2012 - 1º turno                                                             | -                                                                                     | Cap: J.C. Koo                                                                         |
| 29-7-2012                                                                             | Coventry                                                                              | Corea del Sud olimpica                                                                | 2 – 1                                                                                 | Svizzera olimpica                                                                     | Olimpiadi 2012 - 1º turno                                                             | Park Chu-young Kim Bo-kyung                                                           | Cap: J.C. Koo                                                                         |
| 1-8-2012                                                                              | Londra                                                                                | Corea del Sud olimpica                                                                | 0 – 0                                                                                 | Gabon olimpica                                                                        | Olimpiadi 2012 - 1º turno                                                             | -                                                                                     | Cap: J.C. Koo                                                                         |
| 4-8-2012                                                                              | Cardiff                                                                               | Regno Unito olimpica                                                                  | 1 – 1 dts (4 - 5 dcr)                                                                 | Corea del Sud olimpica                                                                | Olimpiadi 2012 - Quarti di finale                                                     | Ji Dong-won                                                                           | Cap: J.C. Koo                                                                         |
| 7-8-2012                                                                              | Manchester                                                                            | Corea del Sud olimpica                                                                | 0 – 3                                                                                 | Brasile olimpica                                                                      | Olimpiadi 2012 - Semifinale                                                           | -                                                                                     | Cap: J.C. Koo                                                                         |
| 10-8-2012                                                                             | Cardiff                                                                               | Corea del Sud olimpica                                                                | 2 – 0                                                                                 | Giappone olimpica                                                                     | Olimpiadi 2012 - Finale 3º-4º posto                                                   | Park Chu-young Koo Ja-cheol                                                           | Cap: J.C. Koo                                                                         |
| Totale                                                                                |                                                                                       | Presenze                                                                              | 6                                                                                     |                                                                                       | Reti                                                                                  | 5                                                                                     |                                                                                       |

## Palmarès

### Club
- Campionato d'Asia per club: 1

Pohang Steelers: 1996-1997

### Individuale
- Inserito nella FIFA 100 (2004)
- Mondiali 2002 Bronze Ball
- Mondiali 2002 All-Star Team
- Miglior 11 della Coppa d'Asia: 1

2000
- Miglior 11 della J-League: 1

2000
- Miglior 11 della K-League: 3

1996, 1995, 1994, 1992

### Allenatore
- Campionato sudcoreano: 2

Ulsan Hyundai: 2022, 2023
- Bronzo olimpico: 1

Londra 2012